# 休密驮
休密驮（?—?），东晋十六国时期西域鄯善国国王。
前秦强盛，统一北方，鄯善归附于前秦。前秦建元十四年（378年）前秦凉州刺史梁熙遣使通西域，率先入贡。前秦建元十七年（381年）二月与车师前部王弥窴赴长安朝觐，苻坚引见于太极前殿。次年三月，前秦大司农，东海公苻阳罹罪流高昌，劫鄯善国相以求东归，为休密驮所杀。同年九月又入朝，苻坚赐以朝服。请年年入贡，苻坚未许。苻坚任命他为使持节、散骑常侍、都督西域诸军事、宁西将军。他与车师前部王弥窴请求苻坚顺势效法汉朝，设置都护来统领管辖。建议前秦征讨龟兹。归国收集兵马，充当吕光的向导。次年，吕光率兵西伐龟兹，吕光西征胜利后东归，他也回国执政，不知死于何时。